# Karl Ferdinand Schmid
Karl Ferdinand Schmid, zeitgenössisch Carl Ferdinand Schmid, (* 26. Februar 1750 in Eisleben; † 1. April 1809 in Wittenberg) war ein deutscher Rechtswissenschaftler.

## Leben
Geboren als der Sohn des kursächsischen Bergkommissionsrates Johann Christian Schmid, bezog er die Schule seiner Heimatstadt, studierte ab dem 7. Oktober 1766 an der Universität Leipzig, wechselte 1772 an die Universität Wittenberg und promovierte hier am 12. Januar 1778 zum Lizentiat und Doktor der Rechtswissenschaften. Erwarb sich die Lehrerlaubnis für Universitäten, als Magister Legens, am 20. April 1778 und am 30. April des gleichen Jahres auch den philosophischen Magistergrad. 
Nachdem er sich 1779 um die außerordentliche Professur des Natur und Völkerrechts beworben hatte, berief ihn Kurfürst Friedrich August I. am 10. November 1779 in diesen Lehrstuhl. In dieser Funktion hielt er Vorlesungen zur praktischen Philosophie, Moral, Politik, Natur und Völkerrecht, Staatsrecht, Rechtsgeschichte, Geschichte des deutschen Rechts, das Zwölf Tafel Gesetz, Militärrecht, Anthropologie, Haushaltungskunst und führte er an der Wittenberger Akademie das damals viel gelesenen Naturrecht von Ludwig Julius Friedrich Höpfners ein, womit er einen praktischen Aspekt der Philosophie, in der Naturrechtslehre untermauerte.
1783 wurde Schmid ordentlicher Professor der Moralphilosophie und Politik. Trotz alledem hielt er bis in das 19. Jahrhundert, weiterhin Vorträge zum Natur und Völkerrecht. Schmid trat auch als Dichter in Erscheinung, dessen Werke im „Wandsbecker Boten“ und anderen Büchern veröffentlicht wurden, wofür er am 30. April 1789 mit der Dichterkrone ausgezeichnet wurde. Zudem engagierte er sich auch für die Geschicke der Wittenberger Hochschule, dazu bekleidete er in den Sommersemestern 1788, sowie 1806 und in den Wintersemestern 1801, sowie 1803 das Rektorat der Hochschule.
Schmid war seit 1796 Eigentümer des Rittergutes Ammelgoßwitz. Er starb 1809 im Alter von 59 Jahren, ohne ein Testament zu hinterlassen. So fiel das Rittergut zu gleichen Anteilen an seine drei unmündigen Töchter.
Christian Heinrich Schmid (* 24. November 1746 in Eisleben; † 22. Juli 1800 in Gießen), Rechtswissenschaftler, Literaturwissenschaftler und Rhetoriker, war sein älterer Bruder. Der Thüringer Bergvogt Ernst Rudolph Wilhelm Schmid war sein jüngster Bruder.

## Werkauswahl
- Frauenhöhle. Hamburg 1773
- Sechzehn Oden aus dem Horaz. Böhme, Leipzig 1774.
- Gesänge. Leipzig 1778. (Digitalisat)
- (Als Respondent) De dominii acquisitione per procuratorem. Dürr, Wittenberg 1778. (Digitalisat)
- Meta. Eine poetische Phantasie. Wittekind Eisenach 1779. (Digitalisat)
- Leyerlieder. Wittekind Eisenach 1780. (Digitalisat)
- De utilitate Iuris naturae. Charisiius, Wittenberg 1780. (Digitalisat)
- De Ivribvs Singvlorvm Hominvm Natvralibvs Propter Societatem Civilem Immvtandis Oratio. 1788. (Digitalisat)
- Neujahrsgeschenk für meine Freunde. Leipzig  1775–1782.
- Denksprüche. Wittenberg 1783.